# سخم‌خت
سِخِم‌خِت (Sekhemkhet) یا جوسرتی سومین فرمانروای دودمان سوم مصر باستان است که پس از جوسر بر تخت پادشاهی نشست. مانثون از او با نام تیرِیس یا تورِیس یاد می‌کند و طول دوران فرمانرواییش را ۷ سال می‌داند. پاپیروس تورین نیز این زمان را شش سال ذکر می‌کند. معنای نام او «نیرومند در بدن» است.
از سخم‌خت هرمی پلکانی در سقاره بر جای مانده که در سال ۱۹۵۱ توسط محمد زکریا غنیم پیدا شد. امروزه هرم بیشتر در زیر شن‌های صحرا مدفون است و به نام هرم مدفون شناخته می‌شود.

## هرم
نام سخم‌خت تا سال ۱۹۵۱ ناشناخته بود تا آنکه بقایای زیربنا و محیط هرمی نابود شده در سقاره توسط زکریا غنیم پیدا شدند. تنها سطح پایینی هرم تا زمان مرگ این فرعون ساخته شده بوده. تکه کوزه‌های یافت شده در این مکان نام شاهر سخم‌خت را بر خود دارند. از طراحی سازه و نوشته‌های هرم جوسر آشکار می‌شود که وزیر او، ایم‌حوتپ، دستی در طراحی این هرم نیز داشته است. نام او همچنین در نگاره‌ای بر روی دیوار دور هرم ناتمام سخم‌خت دیده می‌شود؛ شاهدی که گواه بر این دارد که ایم حوتپ پس از مرگ جوسر به زندگی ادامه داده و در خدمت شاه پس از او نیز فعالیت می‌کرده. مصرشناسان بر این باورند که هرم سخم‌خت پس از کامل شدن می‌توانسته بزرگتر از هرم جوزر شود.
اثری به شکل صدف ساخته شده از طلا در کاوش‌های سال ۱۹۵۰ در این مکان یافت شد. این شی طولی برابر با ۵٬۳ سانتی‌متر دارد و امروزه در موزه مصر نگهداری می‌شود.